# Cloruro di bromo
Il cloruro di bromo, o cloruro di bromo(I), è un composto interalogenico biatomico di formula molecolare BrCl. Fin dall'inizio del XX secolo le prime ricerche su questo possibile composto furono basate su studi di curve di fusione ed ebollizione di miscele di bromo e cloro a partire da basse temperature, ma senza successo. La prima evidenza del composto ed il suo isolamento sono dovuti a H. Lux e risalgono al 1930.  Analogamente ad altri composti interalogenici, è un forte agente ossidante, è corrosivo e molto reattivo. Il bromo in questa molecola ha stato di ossidazione +1 e non ci sono evidenze che formi con il cloro ulteriori composti neutri. 

## Struttura e proprietà
La lunghezza del legame Br−Cl è di 213,8 pm, un po' minore della somma dei raggi covalenti di Br e Cl (120 pm e 102 pm), come è prevedibile a causa della differenza di elettronegatività tra i due (χBr = 2,96 e χCl = 3,16), e per questo la molecola è anche moderatamente polare (μ = 0,57 D).
Il potenziale di ionizzazione di BrCl è di 11,1 eV, un valore intermedio tra quello di Cl2 (11,48 eV) e quello di Br2 (10,52 eV).
Il cloruro di bromo è poco stabile e tende a dissociarsi negli elementi: già a 10 °C lo fa sensibilmente:
2 BrCl   ⇄   Br2 + Cl2
Il liquido bolle a 5 °C e congela a -54 °C, non a -66 °C come a volte riportato. Allo stato di vapore a bassa temperatura è di color giallo ocra, ma diviene rosso bruno a T ambiente per la presenza nel vapore del bromo che si forma dall'equilibrio di dissociazione visto sopra.

## Reattività
In acqua si idrolizza rapidamente ad acido ipobromoso e acido cloridrico, che poi si dissocia:
BrCl  +  H2O   →   HOBr  + HCl
L'altra possibile reazione alternativa, a dare HBr e HClO, è molto minoritaria: la selettività è imposta dalla polarità Brδ+–Clδ− che favorisce l'attacco su Brδ+ dell'ossigeno parzialmente negativo (Oδ−) della molecola si acqua. 
Con cloruri alcalini in soluzione acquosa si comporta da acido di Lewis prendendo su di sé uno ione Cl−, formando così lo ione complesso [BrCl2]−:
BrCl  +  Cl−   ⇄   [BrCl2]−
Questo ione è isoelettronico di valenza con lo ione triioduro I3− ed è isolabile più facilmente se associato a cationi grandi, ad esempio come sale di cesio, CsBrCl2. Questo è ottenibile come cristalli color giallo brillante che a 150 °C svolgono bromo, lasciando dietro un residuo di cloruro di cesio.
BrCl ossida il monossido di carbonio a COBrCl, un derivato del fosgene che però può aversi liquido a T ambiente (Teb = 25 °C) e che si può usare al suo posto:
CO  +  BrCl   →   COBrCl
Il cloruro di bromo si presta ad un'utile applicazione sintetica: è divenuto il reattivo che ha permesso la sintesi dell'elusivo tribromuro di azoto NBr3; questa avviene attraverso la sua reazione con la bis(trimetilsilil)bromoammina, condotta in pentano a -87 °C:
(Me3Si)2NBr + 2 BrCl   →   2 Me3SiCl  +  NBr3
Di questa molecola sono stati studiati i complessi a trasferimento di carica che essa forma con il diossano (C4H8O2 · BrCl), insieme a quelli analoghi formati con I2, Br2, Cl2 e ICl, e con la piridina.

### Reattività in chimica organica
Il cloruro di bromo Brδ+–Clδ− reagisce con alcheni addizionandosi, similmente a Br2, ma l'addizione è qui regioselettiva grazie alla polarità della molecola, come già accade per il cloruro di iodio Iδ+–Clδ−: nell'alchene tende a formarsi l'incipiente carbocatione più stabile e di conseguenza il carbonio che meglio sopporta la carica positiva nello ione bromonio che segue all'attacco di Brδ+ viene attaccato dal Clδ−, che quindi tende a posizionarsi di preferenza sul carbonio più sostituito (regola di Markovnikov): 
R-CH=CH2  +  Br-Cl  →  RCHCl=CH2Br
Nel caso di alcheni coniugati con un carbonile (o altro gruppo elettron-attrattore ad effetto mesomero -M) che destabilizza il carbocatione in α, l'orientazione si rovescia, come visto in una serie di esteri metilici α,β-insaturi. In queste reazioni di addizione elettrofila BrCl risulta più reattivo di ICl.
In questo contesto, soluzioni standardizzate di cloruro di bromo si addizionano rapidamente e quantitativamente ad aldeidi α,β-insature senza ossidare il gruppo aldeidico, per cui sono state usate per la loro determinazione quantitativa.

## Usi
Il cloruro di bromo è usato in chimica analitica, in soluzione di acido cloridrico concentrato e in presenza di 2,4-dinitrofenilidrazina, come titolante rapido e preciso di svariati composti organici di tipo carbonilico e affini.
Il cloruro di bromo è usato in chimica analitica nella determinazione di bassi livelli di mercurio, ossidandolo allo stato Hg(II).
Campioni di BrCl sono usati in alcuni tipi di batterie al litio Li-SO2 per incrementare l'energia e il voltaggio.

### In biologia
Il cloruro di bromo ha attività biocida, specialmente come anticrittogamico, e antisettica. È l'ingrediente attivo del biocida Stabrom 909.